# Stephos scotti
Stephos scotti är en kräftdjursart som beskrevs av Georg Ossian Sars 1902. Stephos scotti ingår i släktet Stephos och familjen Stephidae. Arten är reproducerande i Sverige. Inga underarter finns listade i Catalogue of Life.